# Ramón Isauro Martínez
Ramón Isauro Martínez (Juan Bautista Alberdi, Tucumán, 30 de julio de 1909) fue un contador público y político argentino, intendente de San Miguel de Tucumán entre 1958 y 1962, diputado nacional, senador provincial, gobernador de la provincia de Tucumán en 1989.

## Biografía
Hijo de Eduardo Martínez de la Colina y de Antonia Augier Marañón, nació en el sur de Tucumán, en la localidad de Juan Bautista Alberdi, su familia se dedicaba a la agricultura cultivo de caña de azúcar y se trasladaron a San Miguel de Tucumán donde siendo un niño completó sus estudios primeros en la escuela Mitre. En 1939 se graduó de bachiller en el Colegio Nacional Bartolomé Mitre. A los 17 años se incorporó en la Unión Cívica Radical y trabajó activamente para la campaña de Hipólito Yrigoyen, de quien declaró admiración. 
Como estudiante secundario fue presidente del centro de estudiantes, declaró su actuación en la huelga estudiantil de 1932, en dónde coincidió con futuros dirigentes políticos, como Celestino Gelsi o Fernando Nadra. Junto a otros jóvenes de esos tiempos protagonizó una campaña electoral en la que llevaron a dos personas desconocidas de candidatos y ganaron dos diputados. El partido se denominó "Bandera Negra" en clara contraposición al partido "Bandera Blanca" del entonces gobernador Juan Luis Nougués, que contaba con el apoyo de la oligarquía azucarera y amplios sectores de la incipiente clase media provinciana. Esas acciones emprendidas por estos jóvenes provocaron una crisis política que recorrió todo tipo de comentarios risueños. El enojo del gobernador se notó cuando ordenó la detención de todos que no pudieron ser apresados ya que habían partido al exilio en la casa de unos amigos en Santiago del Estero. Aquellos anarcos-irigoyenistas serían la base de lo que después se conformó como el ala intransigente de la Unión Cívica Radical, que jugaría un papel decisivo en la vida provincial a partir de 1946.    
Siendo un activo dirigente contra el peronismo, en el año 1959 fue designado interventor de la Unión Cañeros Independientes de Tucumán (UCIT) en 1958. Dentro del radicalismo, integró la Unión Cívica Radical Intransigente, y fue elegido por una gran mayoría de votos Intendente Municipal de San Miguel de Tucumán desde 1958 hasta 1962. Entre las acusaciones se contaba la de haber provocado la muerte del obispo de Tucumán, un notorio crítico de su gobierno que falleció en lo que se consideró un accidente quien a pesar de ser un simpatizante de su gobierno, al poco tiempo pasó a ser opositor
Cabe destacar que durante su gestión se llevaron a cabo gran cantidad de obras públicas, en las que se resaltan la privatización de transporte público. Muchas cosas que se hicieron en el ámbito municipal de la capital de Tucumán se las atribuyen a Celestino Gelsi, quien era gobernador en ese entonces. 
Entre 1973 al 1976, trabajó con Ricardo Balbín. En 1983 formó parte de la Línea Nacional y tuvo disputas con el Movimiento de Renovación y Cambio, fue el conductor del partido en Tucumán. Durante su presidencia sufrió constantes críticas del movimiento interno opositor. Es elegido senador provincial hasta 1989, siendo presidente de la cámara de senadores junto a Hugo César Lazarte. En eses entonces la enemistad entre los peronistas y radicales era notoria, pero Martínez y Lazarte buscaron llevar una buena relación, ambos lograron ser amigos personales, siendo Martínez consejero de Lazarte. 
Fue responsable de las acciones del radicalismo provincial de la década de 1980, y durante su presidencia fue cuando aquella fuerza obtuvo más legisladores.[cita requerida] Durante la gobernación de José Domato, el 8 de julio de 1989 ante la ausencia del gobernador y siendo el primer presidente de la cámara asumió interinamente como gobernador el 8 de julio hasta el día 9 de julio donde encabezó los festejos patrios.
Fue maestro primario en el colegio Tulio García Fernández; docente de la escuela Gral. Belgrano; catedrático de Geografía Económica en la Universidad Nacional de Tucumán. Fundó el Colegio de Graduados de Contadores.[cita requerida]

## Homenaje
Como homenaje una peatonal en San Miguel de Tucumán lleva su nombre, «Ramón Isauro Martínez».